# Jardin d'Embarthe
Le jardin d'Embarthe est un jardin public de 4 000 m2 situé entre la rue des Quêteurs et la rue d'Embarthe, dans le quartier Arnaud-Bernard, à Toulouse.

## Histoire
Le jardin a été ouvert au public en 1994 et sa construction date de la rénovation du quartier Arnaud Bernard. Il a été rénové début 2013.

## Description
De nombreux éléments du jardin sont méditerranéens : cyprès, palmiers, oliviers, micocouliers, phormiums, laurier, mimosas, mais aussi tilleuls et ailantes; quelques poteries bordent les allées. Plusieurs espaces sont consacrés au jeu : boulodrome, terrain de basket, jeux pour enfants. Une grande fresque d'art urbain orne l'un des murs aveugles en bordure du jardin.

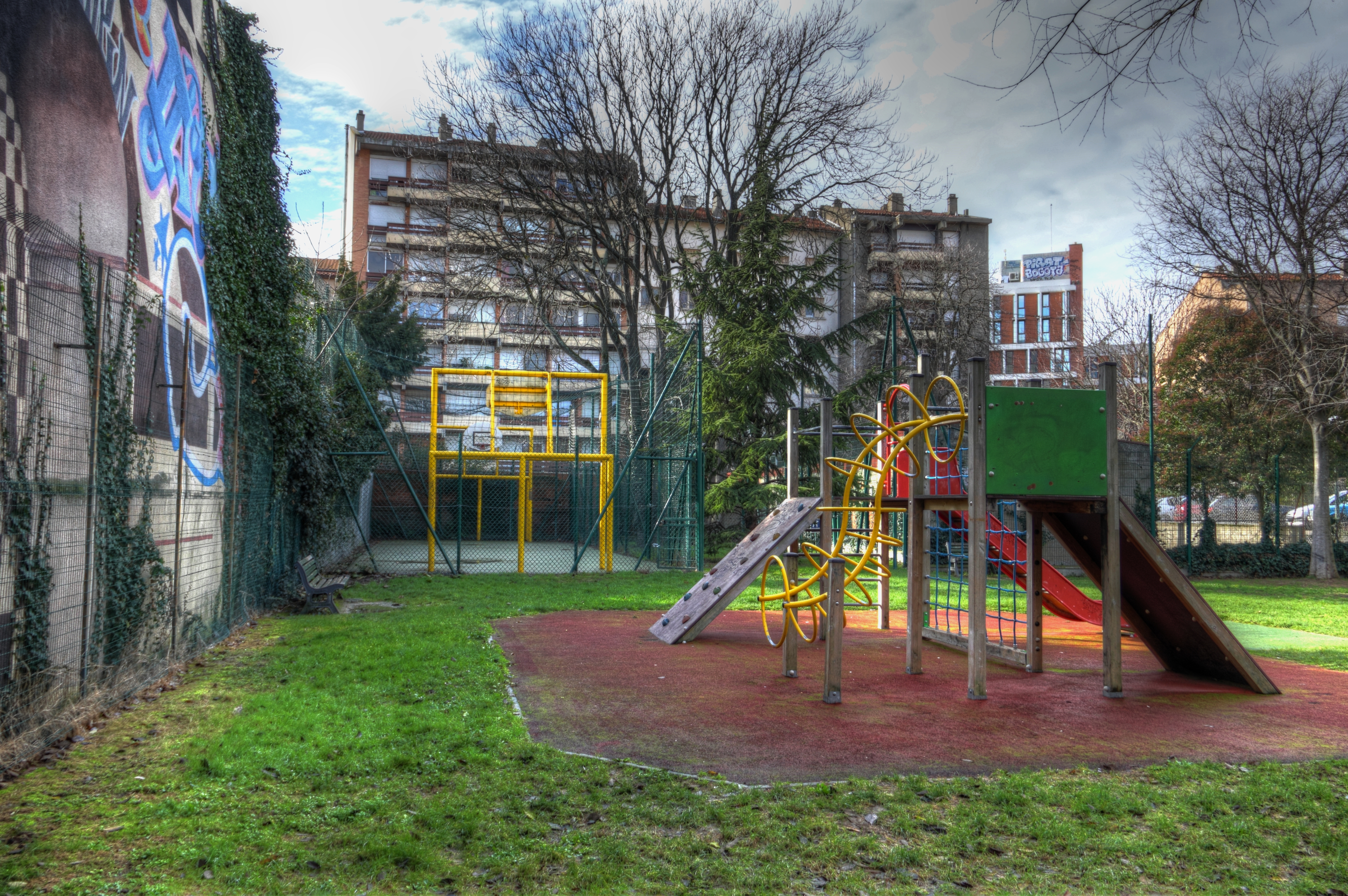
Fresque, terrain de basket, jeux pour enfants.
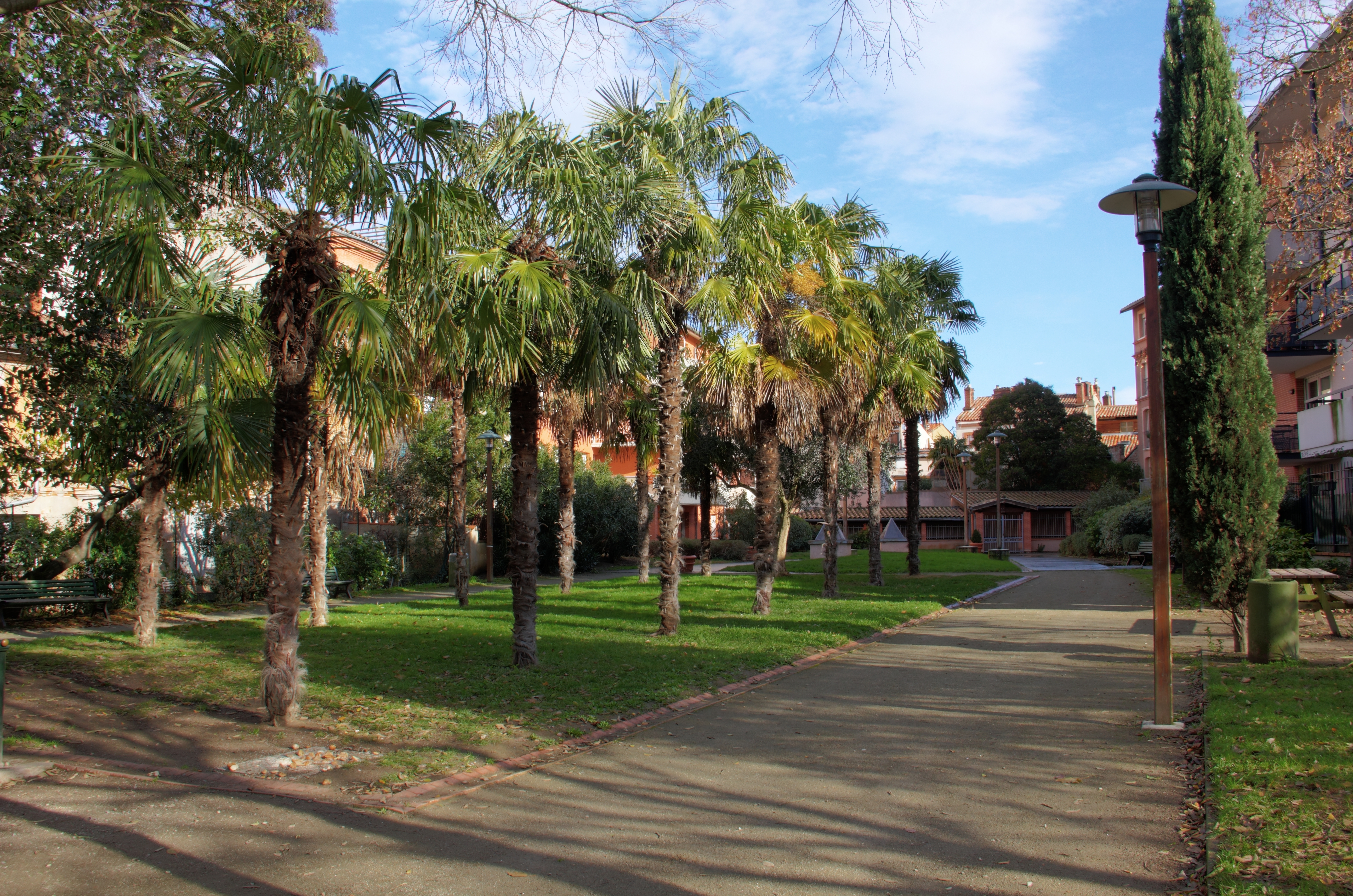
Palmiers, oliviers et cyprès.